# Тихориці
Тихориці (рос. Тихорицы) — селище у Кіриському районі Ленінградської області Російської Федерації.
Населення становить 363 особи. Належить до муніципального утворення Глажевське сільське поселення.

## Історія
Згідно із законом від 1 вересня 2004 року № 49-оз органом  місцевого самоврядування є Глажевське сільське поселення.

## Населення
| 2007 | 2010 | 2017 |
| ---- | ---- | ---- |
| 449  | ↘336 | ↗363 |